# Cadbury (település)
Dél-Cadbury Somerset megye déli részén található település. Sutton Montis faluval egy plébániát alkot a dél-somerseti önkormányzat területén.
A falu közelében található vaskori földvárat többen is Artúr király híres várával, Camelottal azonosítják.

## Történelem

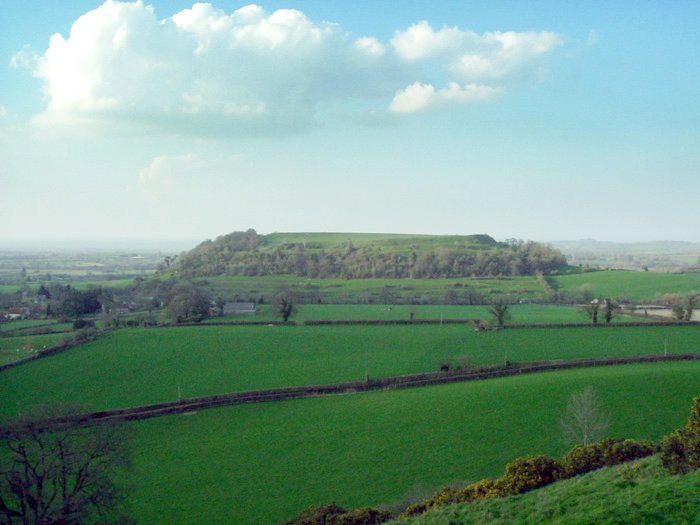
Cada erődje, amit sokan azonosítani vélnek a híres Camelot várral

A falu határában található újkőkori földvárat nevezik Cada várának, innen kapta a település a nevét. A vár maga mintegy 8 hektárnyi területet vesz körbe. Az első emberi nyomok az újkőkorszakból származnak, és egészen a kései szász időszakig lakott volt. A XX. század 60-as éveiben Leslie Alcock híres ásatást vezetett a területen, miután arra a feltételezésre jutott, hogy ez az erődítmény lehetett a legendás Camelot. Ennek során feltárt többek között egy Artúr-kori ebédlőt.
A várat már a XVI. századi költő, John Leland Artúr király váraként emlegette, így a Camelottal való kapcsolat régóta fennálló elképzelés. A várdomb lábánál található Artúr király kútja, a közeli Red Lion, azaz Vörös Oroszlán kocsmát pedig újraalkotása után The Camelot névre keresztelték át.
A Domesday Book szerint 1086-ban a falu ura Turstin FitzRolf volt.
A plébánia a Catsash százának egyike volt
.

## Fordítás
Ez a szócikk részben vagy egészben  a   South Cadbury című angol Wikipédia-szócikk ezen változatának fordításán alapul.  Az eredeti cikk szerkesztőit annak laptörténete sorolja fel. Ez a jelzés csupán a megfogalmazás eredetét és a szerzői jogokat jelzi, nem szolgál a cikkben szereplő információk forrásmegjelöléseként.